# 1854 au Canada
Pour un article plus général, voir Chronologie du Canada.
Cet article traite des événements qui se sont produits durant l'année 1854 au Canada.

## Événements

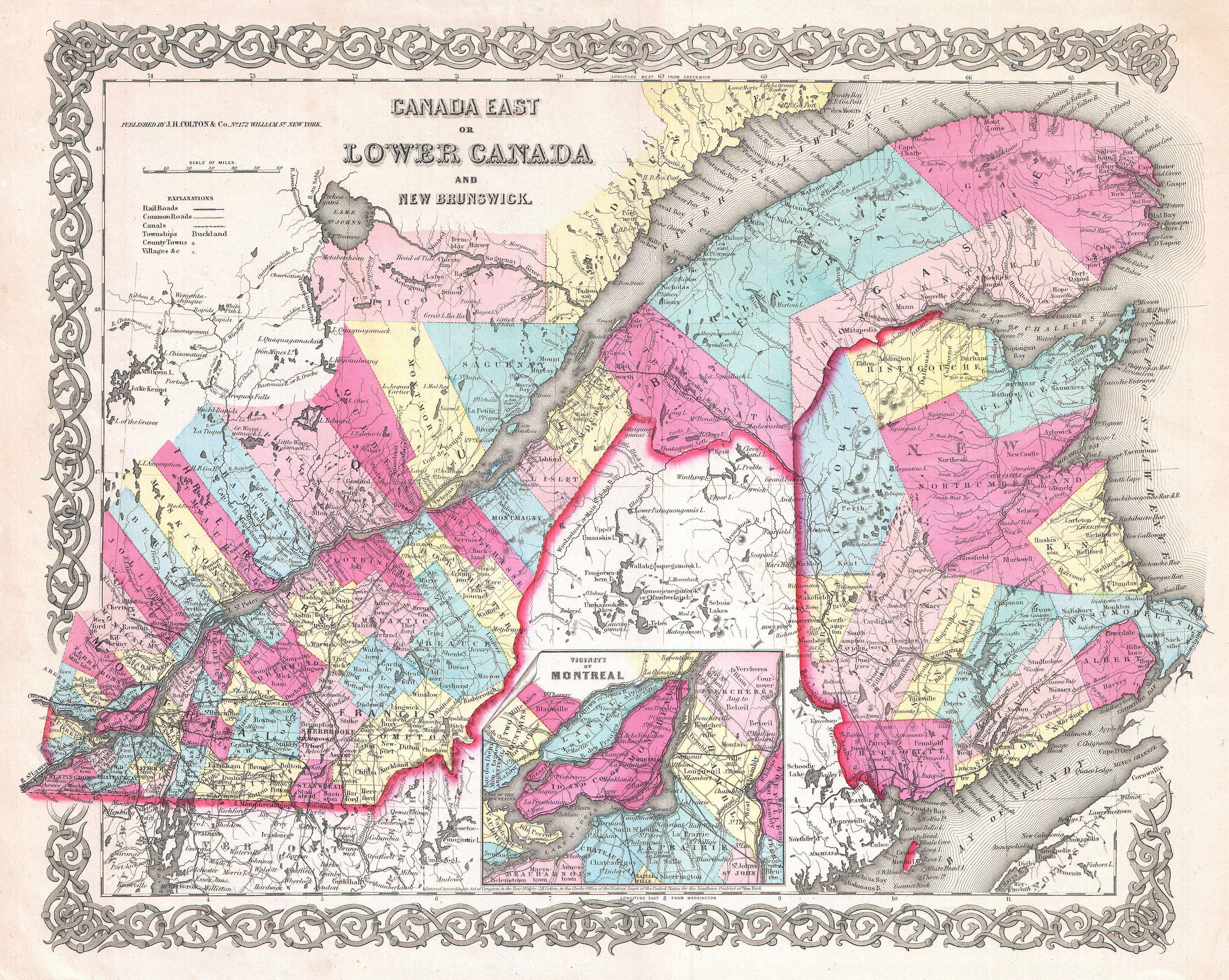
Carte de Colton, Carte du Bas-Canada, Montréal et le Nouveau-Brunswick

- 27 janvier : inauguration de la grande ligne de chemin de fer du Nord au Canada (Great Western Railway).
- 1er février : incendie des édifices parlementaires à Québec.
- 5 juin : traité de réciprocité entre les États-Unis et le Canada, qui expire en 1866 du fait des États-Unis.
- 23 juin - 10 août : élections législatives de la province du Canada[1].
- 5 septembre : ouverture du cinquième parlement de la province du Canada[1].
- 11 septembre : ministère McNab-Morin d’alliance entre conservateurs et libéraux modérés au Canada.
- 25 octobre : Alexander Roberts Dunn est le premier canadien à obtenir la Croix de Victoria lors de la désastreuse Charge de la brigade légère lors de la guerre de Crimée.
- Essor économique. Le réseau ferroviaire passe de 200 miles en 1853 à plus de 1 800 mille en 1859. Les salaires, les prix de la terre et des denrées agricoles augmentent rapidement, surexcités par le bien-être général et par les facilités d’échanges provoquées par la politique de réciprocité avec les États-Unis.
- La tenure seigneuriale est supprimée.

## Naissances
- 7 janvier - Philippe-Auguste Choquette (homme de loi) († 20 décembre 1948)
- 11 janvier - Louis-Philippe Fiset (homme politique) († 4 septembre 1934)
- 26 juillet - Aram J. Pothier (politicien) († 3 février 1928)
- 18 octobre - John Charles Kaine (politicien) († 1er avril 1923)
- 5 novembre - Alphonse Desjardins (homme d'affaires) († 31 octobre 1920)
- 25 décembre - Louis Payette (ancien maire de Montréal) (º 19 mars 1932)

## Décès
- 15 juillet : Cuthbert Grant, chef métis.